# Attila Hörbiger

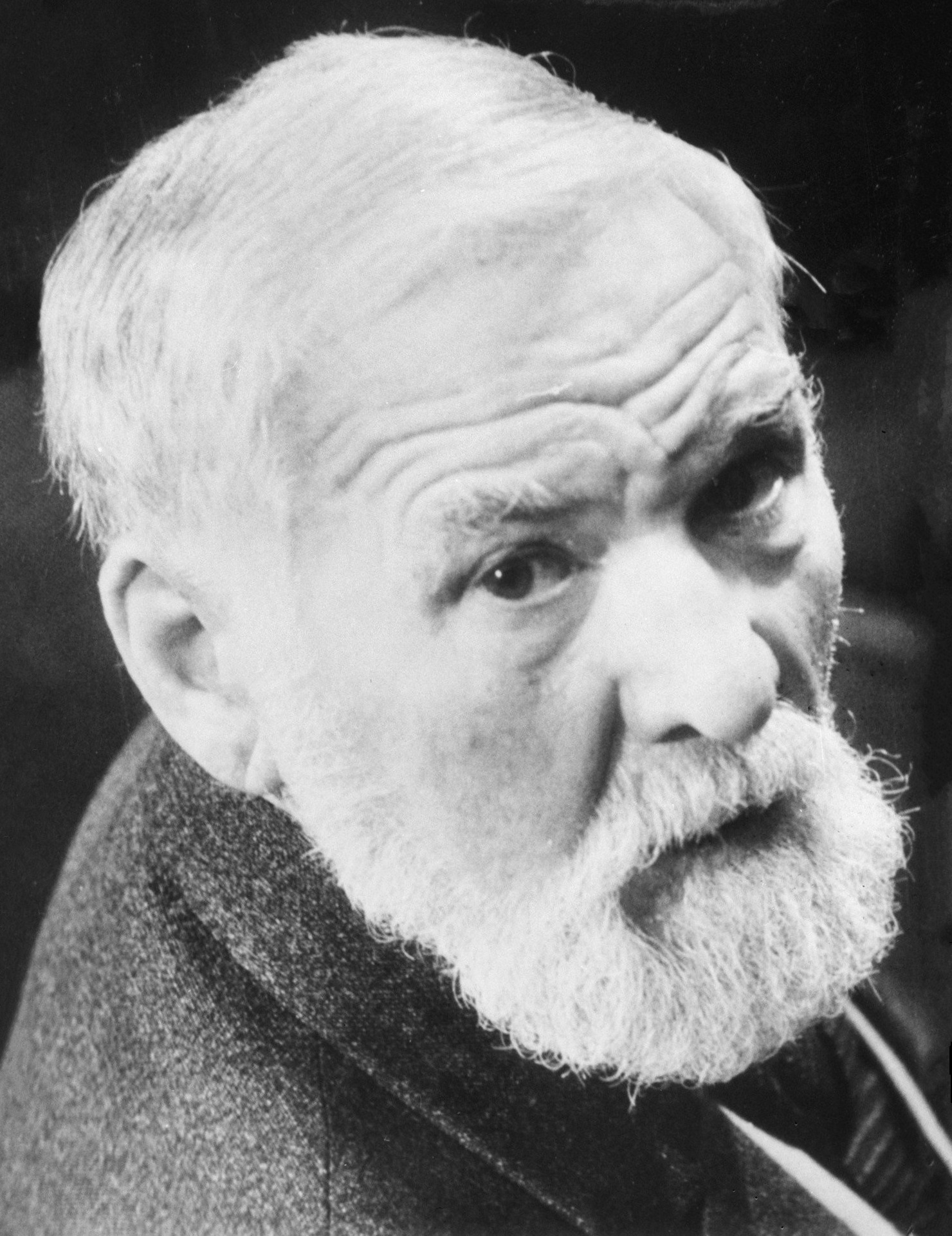
Attila Hörbiger, 1966.

Attila Hörbiger, född 21 april 1896 i Budapest, Österrike-Ungern, död 27 april 1987 i Wien, Österrike, var en österrikisk skådespelare. Från 1935 var han gift med skådespelaren Paula Wessely och han är far till skådespelaren Christiane Hörbiger. Från 1929-1981 medverkade han i ett 70-tal filmer och ett 20-tal TV-produktioner. Under åren 1928-1949 verkade han vid Theater in der Josefstadt. Från 1950 till 1975 var han medlem i ensemblen vid Burgtheater.
Efter Anschluss 1938 blev han medlem i Nationalsocialistiska tyska arbetarepartiet.

## Filmografi, urval
- 1931 – Hennes Höghet befaller
- 1932 – Sol och vår 202
- 1940 – I hamn och famn
- 1941 – Heimkehr
- 1948 – Maresi
- 1948 – Ängel med basun
- 1948 – Stormdrivna
- 1949 – Vi mötas igen
- 1953 – Jag och min fru